# Médaille des Combattants contre les nazis
 (juin 2012).
Si vous disposez d'ouvrages ou d'articles de référence ou si vous connaissez des sites web de qualité traitant du thème abordé ici, merci de compléter l'article en donnant les références utiles à sa vérifiabilité et en les liant à la section « Notes et références ».
Pour les articles homonymes, voir Médaille de la bravoure.
La médaille des Combattants contre les nazis (hébreu : אות הלוחם בנאצים) est une décoration militaire israélienne attribuée aux vétérans de la Seconde Guerre mondiale.
D'abord institué comme un ruban en 1967, elle a été décernée la première fois aux anciens combattants la Seconde Guerre mondiale pour Yom HaShoah la même année par le Premier ministre d’Israël, Levi Eshkol.
En 1985, pour marquer 40 ans de la victoire de la Seconde Guerre mondiale un Drapeau d'Israël avec le ruban a été attribué à certains musées consacrés à la guerre.
En 2000, une médaille a été créée à partir du ruban.

## Critères d'attribution
La médaille est décernée à tous les citoyens israéliens ou résidents permanents en Israël qui ont :
- Servi dans les armées Alliés pendant la Seconde Guerre mondiale.
- Servi dans un groupe de résistance anti-nazie.
- Servi une unité de résistance.
- Servi dans la défense civile d'une nation menacée par les forces de l'Axe.

## Conception
La médaille est ronde et sa couleur est d'or.
Sur la face deux étoiles de David, l'un d'eux est en forme d'une étoile jaune et a une épée sur elle tandis que l'autre a une branche d'olivier.
Sur le revers, il y a les armoiries d'Israël dans le centre et autour d'elle est écrit "combattant contre les nazis - vétéran de la Seconde Guerre mondiale" (Hebrew: לוחם בנאצים - ותיק מלחמת העולם השנייה).
Le ruban de la médaille est rouge avec une bande blanche de chaque côté et sur la bande blanche il y a deux minces rayures bleues, il y a aussi deux bandes noires sur les bords du ruban. Cette conception a été faite pour être presque identique au ruban de la croix de fer attribué dans la Seconde Guerre mondiale.